# Johann Caspar Rüttinger
Johann Caspar Rüttinger (* 19. Juni 1761 in Streufdorf; † 14. Juli 1830 in Hildburghausen)  war ein Violinist, Organist und Musiklehrer. 

## Leben und Wirken
Der Sohn von Johann Christoph Rüttinger (1731–1795), Glaser und Choradjuvant im Kirchenchor von Streufdorf, und Margaretha Helena Christina wurde Orgelschüler von Johann Christian Kittel in Erfurt und war 40 Jahre lang 2. Violinist in der herzoglichen Hofkapelle in Hildburghausen. Seit dessen Eröffnung 1795 war er Lehrer für Klavier, Orgel, Violine und Generalbass am Seminar in Hildburghausen. Ab 1797 wirkte er über 30 Jahre als Organist an der Waisenkirche (Neustädter Kirche, Apostelkirche).
Rüttinger schrieb 1808 zu dem 1807 erschienenen neuen Hildburghäuser Gesangbuch 109 neue Melodien, von denen Umbreit 1811 zahlreiche in sein Choralbuch aufnahm. Rüttinger komponierte 12 Lob- und Dankkantaten (1798), Choralvorspiele in Trioform, Orgelstücke und 4-händige Klaviersonaten.
Rüttinger war verheiratet mit Johanna Catharina Elisabetha (1773–1844), der Tochter des Hildburghäuser Gastwirts und Metzgers Johann Georg Martin Leipold. Der Ehe entstammen 7 Kinder.